# Плем'я Ісахара
Пле́м'я Ісаха́ра (івр. שֵׁבֶט יִשָּׂשכָר‬‬‬, Shevet Yissakhar; лат. tribus Issachar) — одне з племен (колін) Ізраїлевих. Нащадки Ісахара, сина Якова.
Це плем'я було третім за чисельністю серед усіх племен (Чис. 26:25). Його земельні володіння знаходилося на північ від наділів Манасії й Єфрема, та на південь від Завулона, між Кармілом і Йорданом, і займало більшу частину плодоносної рівнини Ізреел з прилеглими до неї горами: Фавор, малим Єрмоном, Гелвуєм (Нав. XIX, 17-23).
Князі його були хоробрі на війні (Суд. 5:15) і згодом сприяли воцарінню Давида: «люди розумні, які знали, що й робити Ізраїль» (1 Хр. 12:32).
Племені належало місто Евес, розташування якого невідоме.